# Baja fantasía

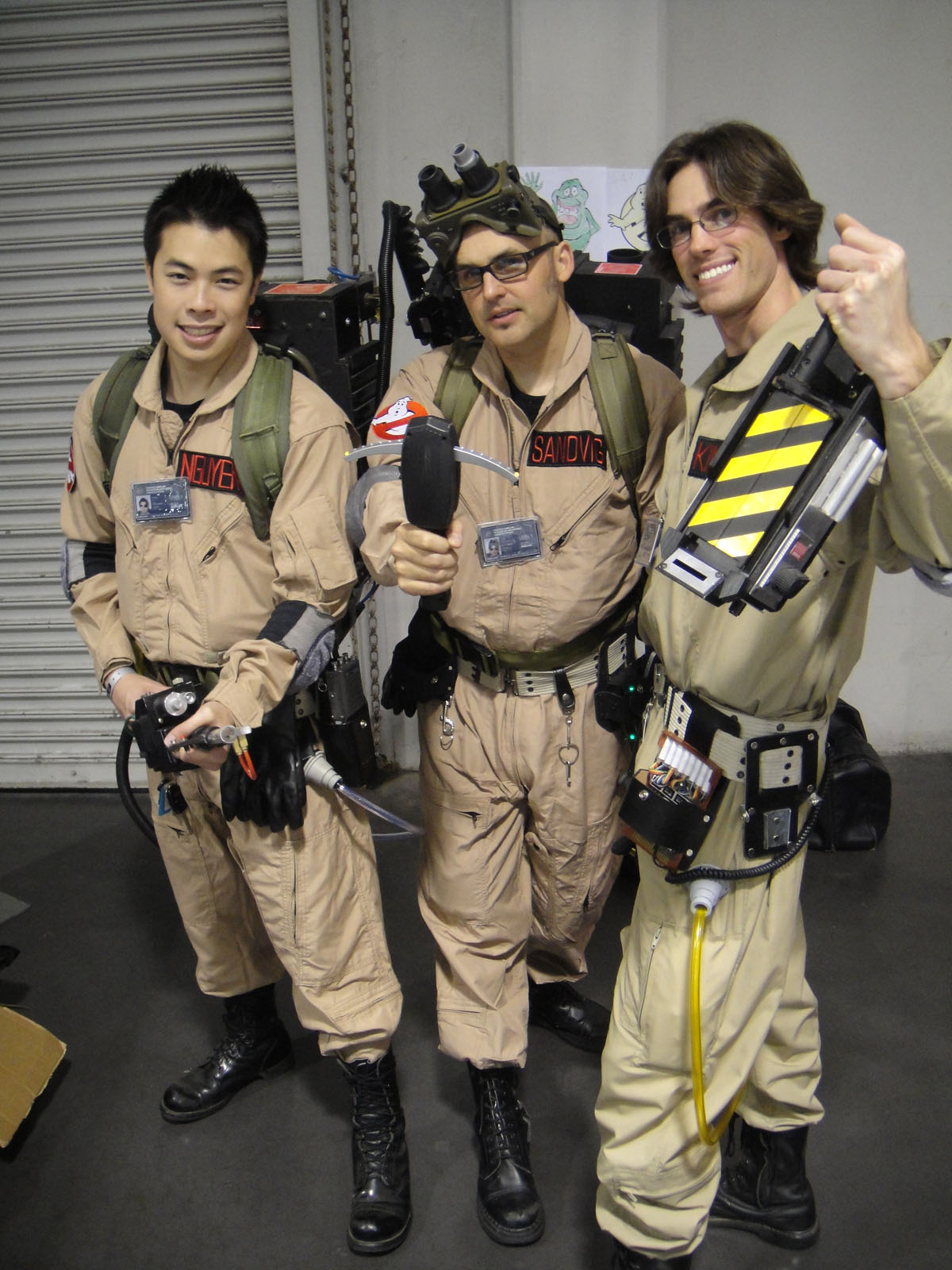
Los Cazafantasmas son un ejemplo de baja fantasía urbana

La baja fantasía es un subgénero de la fantasía, que se caracteriza por los acontecimientos irracionales o fantásticos que ocurren en el mundo real, donde tales cosas no deberían ocurrir. Las historias de baja fantasía contrastan con las historias de alta fantasía que acontecen en un mundo fantástico con su propio conjunto de reglas y leyes físicas. La baja fantasía se presenta en dos maneras, una urbana, que ocurre en la actualidad y otra histórica, situada en momentos históricos verosímiles o no.
La baja fantasía pone menos énfasis en lugares ficticios, elemento típico asociado con la alta fantasía. La palabra "baja" se refiere al nivel de peso de los tradicionales elementos de fantasía dentro de las obras, no sobre la calidad de ellas. 
La fantasía urbana es la baja fantasía que ocurre en una ciudad. Muchos libros de fantasía urbana para adultos son contados a través de una narrativa en primera persona, y presentan seres mitológicos, objetos personificados y protagonistas que están envueltos en una misión de vigilancia, como Anita Blake. Mientras, en las novelas de fantasía urbana para adolescentes, sus protagonistas suelen ser inexpertos que son inesperadamente atraídos a una lucha paranormal. En medio de estos conflictos, los personajes encuentran aliados, se enamoran, y, en algunos casos, desarrollan o descubren habilidades sobrenaturales propias.  En la mayoría de las veces son coming-of-age o Bildungsroman, que también son comunes en la alta fantasía para adolescentes.
La fantasía histórica es un crossover entre la baja fantasía y la ficción histórica, incorporando elementos fantásticos (como la magia) en la narrativa. Historias que correspondan a esta clasificación generalmente acontecen antes del siglo XX. Normalmente los elementos sobrenaturales coexisten con la realidad mundana. La fantasía urbana puede ser una historia alternativa, donde el pasado o presente ha sido significativamente alterado o cuando un evento histórico real se altera.
Juegos de rol usan una definición diferente de género, definiéndola no por el mundo en que ocurre, sino por estar más cerca del realismo del que del misticismo. Esto puede significar que algunas obras, por ejemplo, la serie Conan el Bárbaro de Robert E. Howard, puede ser de alta fantasía, en términos literarios, pero de baja fantasía en términos de rpg.

## Historia
La ficción de fantasía se desarrolló a partir de los cuentos de hadas en el siglo XIX y dominó la literatura para niños en la era victoriana. El género se dividió en dos subgéneros, alta y baja fantasía.
Los argumentos de la baja fantasía incluyen animales personificados, juguetes personificados (incluyendo The Indian in the Cupboard y The Doll's House; escrito un año antes de Las Aventuras de Pinócho), exagerados trazos de personajes y alteración físicas (incluyendo Pippi Longstocking y The Borrowers), poderes mágicos, elementos sobrenaturales y viajes en el tiempo.

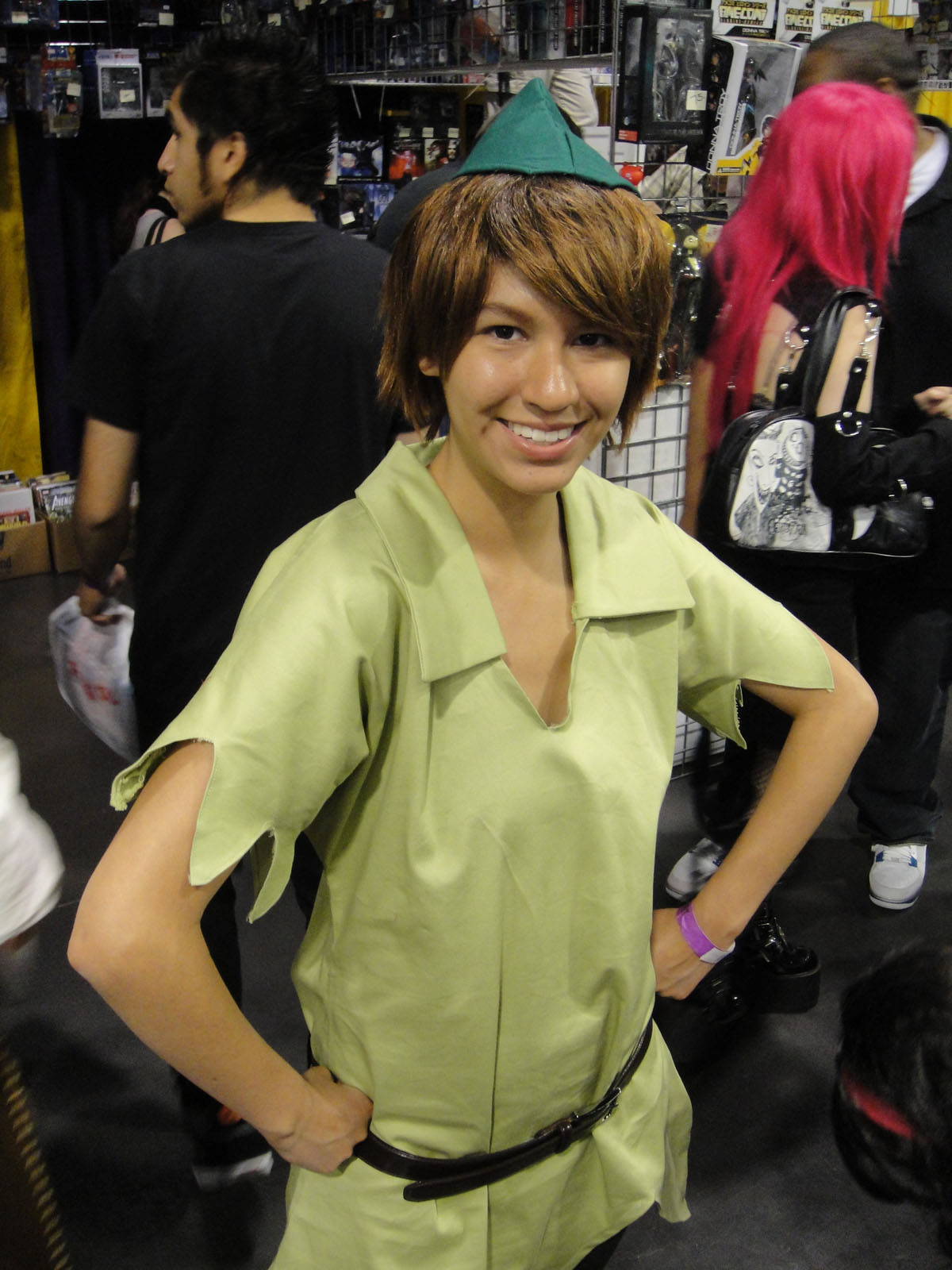
Peter Pan cuestiona las normas de la sociedad victoriana

La fantasía francesa es predominantemente de baja fantasía que corresponde al género francés de "le fantastique" pero la literatura francesa no tiene tradición equivalente al inglés alta fantasía. En consonancia con David Ketterer, emérito profesor de inglés en la Universidad de Concórdia, en Montreal, el término francés Le fantastique "se refiere a un tipo específico de fantasía, en que lo sobrenatural o lo bizarro se entromete en el día a día. No hay tradición de "dragones y hechiceros" en la fantasía francesa.

## Interpretaciones críticas
La ficción da al autor una mayor libertad de la permitida en el mundo real. Desde que fue popularizada en las obras de E. Nesbit, la "línea baja'' de fantasía es un campo que desafía las "órdenes establecidas de la sociedad y del pensamiento." Los niños generalmente leen más baja fantasía que alta fantasía.
Al inicio del siglo XXI se está viendo un aumento en la importancia del trabajo de autores como George R. R. Martin y Joe Abercrombie, cuyas novelas de alta fantasía han sido catalogadas erróneamente como "baja fantasía", porque no enfatizan elementos típicos de la "alta fantasía" como la magia y los humanoides (elfos, orcos, etc.) en favor de un retrato más sucio y realista de los conflictos entre humanos. El autor David Chandler, considera que estas novelas reflejan la realidad contemporánea de la Guerra contra el terrorismo — caracterizada por "acuerdos secretos", "traición" represalias"—como el género del horror reflejó la Guerra de Vietnam, décadas antes.

## La distinción entre los subgéneros
Alta y baja fantasía se distinguen por ocurrir en un mundo "secundario" o en el real, mundo ''primario". En muchas obras, la distinción entre el primario y el secundario puede ser poco clara. El mundo secundario puede tomar tres formas, descritas por Nikki Gamble en su explicación de las características de la alta fantasía:
1. El Primario no existe (por ejemplo, Mundodisco, Dungeons & Dragons, y La Rueda del Tiempo)
2. Introducido a través de un portal del mundo primario (por ejemplo, Alicia en el país de las Maravillas, Las Crónicas de Nárnia, y La Torre Oscura)
3. Mundo-dentro-de-un-mundo (por ejemplo, American Gods y Harry Potter)

Algunas serie de fantasía no encajan fácilmente en las categorías de Gamble. Por ejemplo, El Señor de los Anillos de J. R. R. Tolkien, quien dijo que su obra estaba ambientada en un lejano pasado y refutó vehementemente a quien pensaba lo contrario, (ver Las Cartas de J. R. R. Tolkien). Tolkien había colocado la Tierra Media geográficamente en el noroeste de Europa. El propio Profesor no concordó con la noción de que sus historias divergen de la realidad, es un pasado mítico, glorificado por el encantamiento de la distancia el tiempo.". Sin embargo, la tierra-media, es suficientemente diferente de la realidad para ser clasificada como un mundo secundario y, por lo tanto, alta fantasía. Harry Potter de J. K. Rowling, sucede en el mundo real; sin embargo, la principal localización, Hogwarts, localizada en algún lugar de Escocia pero físicamente separada del mundo real, creándose un  "mundo-dentro-del-mundo". Hogwarts es, por lo tanto, tanto un mundo alternativo, como Narnia de C.S. Lewis, lo que significa que ambas series están en el subgénero de alta fantasía. De la misma forma, His Dark Materials de Philip Pullman está ambientada en Oxfordshire, un lugar real, pero el hecho de que sea un mundo alternativo encaja en la alta fantasía.
Algunas fuentes colocan Harry Potter y His Dark Materials en el género de la baja fantasía. Karin E. Westman, escribiendo en The Oxford Handbook of Children's Literature indica que, dado que "[J. K.] Rowling está más interesada en como la fantasía suministra una perspectiva sobre la experiencia cotidiana y el individuo en la sociedad," se "alinea principalmente con la baja fantasía, igual que autores como E. Nesbit, Elizabeth Goudge, y Paul Gallico."

## Juegos de RPG
Para sus intereses, los juegos de RPG utilizan una definición diferente de la baja fantasía´: "Fantasía más cerca de la ficción realista que del mito. Enfocadas en la vida cotidiana de las personas y en objetivos prácticos ... Una campaña de baja fantasía se pregunta como sería vivir en un mundo de monstruos, magia, y semidioses." Sin embargo, un diseño de mundo realista puede incluir el tipo de elementos míticos que se clasifican como de alta fantasía."

## Ejemplos

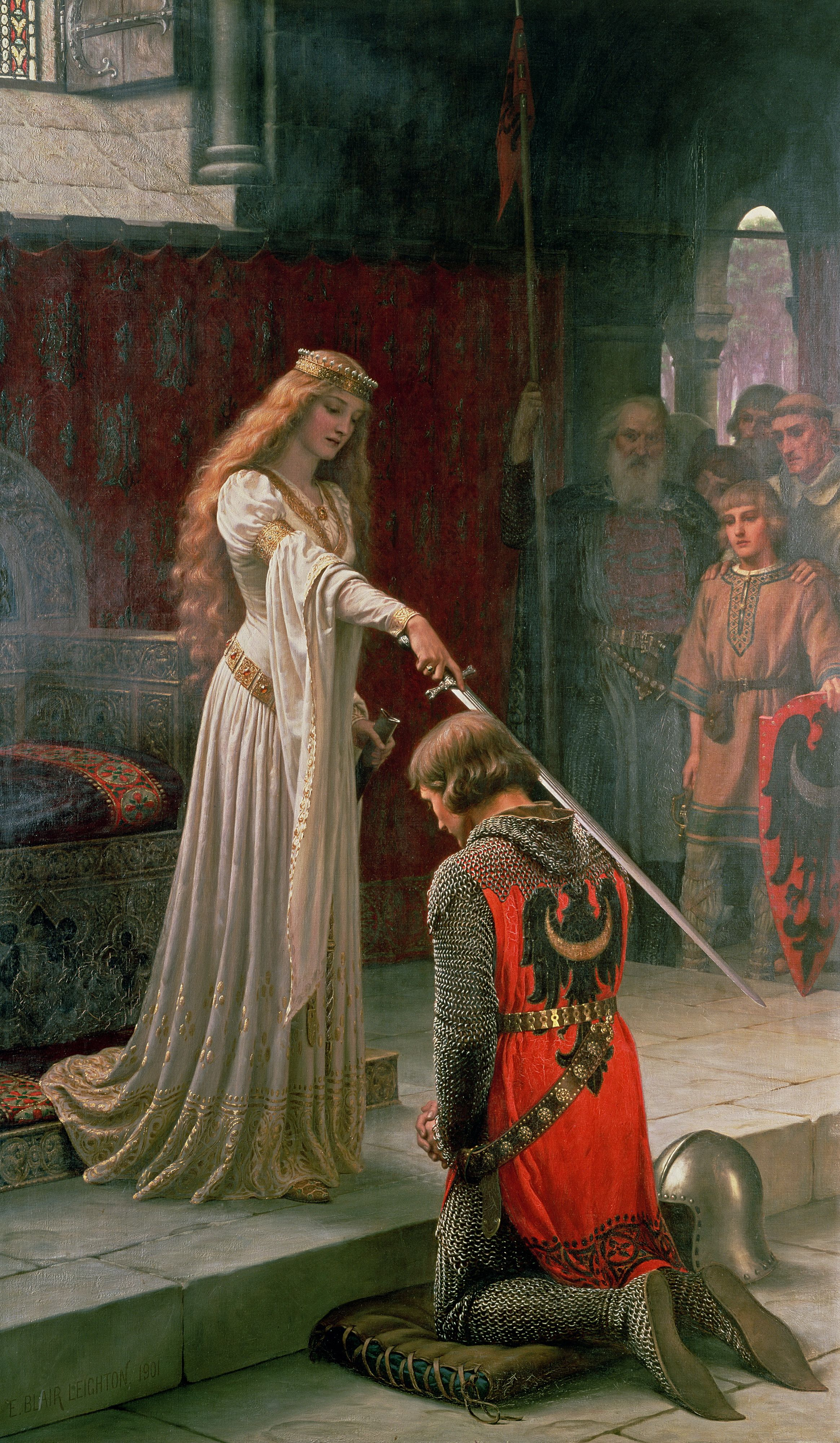
Acollade de Edmund Blair Leighton exhibe la visión idealizada de la Historia común en la fantasía histórica.

### Ejemplos de fantasía urbana
Según estadísticas de 2013 por la editorial Tor Books, entre los escritores de fantasía urbana o romance paranormal, 57% son mujeres y 43% son hombres, mientras que los hombres superan a las mujeres en fantasía histórica y alta fantasía. Ejemplos famosos de fantasía urbana incluyen Cassandra Clare (Instrumentos Mortales), Neil Gaiman (Neverwhere), Laurell K. Hamilton (Anita Blake y Merry Gentry), Rick Riordan (Percy Jackson y los dioses Olimpicos), The Green Mile de Stephen King, Good Omens de Neil Gaiman y Terry Pratchett The Dark Is Rising de Susan Cooper.

### Ejemplos de fantasía histórica
- Las mil y una noches que inspiró incontables obras de fantasía histórica situadas en Oriente Medio y Norte de África.[24]
- Obras basadas en la cultura y mitología celta, que generalmente envuelven el Ciclo Artúrico.[25]
- Uso de la mitología griega y romana, para construir fantasías clásicas sobre los dioses greco-romanos o nórdicos, situadas generalmente en Grecia y Roma Antigua, como Xena: Warrior Princess.[26]
- Steampunk, que es una ucronia de la era vitoriana o eduardiana, cuando no es ficción científica.
- Espada y brujería, forma específica de fantasía histórica.

### Cómics de Baja Fantasía
- Fables de Bill Willingham
- Preacher de Garth Ennis, Glenn Fabry y Steve Dillon

### Juegos de Baja Fantasía
- Mount & Blade
- La serie de White Wolf, "Mundo de Tinieblas", incluyendo:
  - Vampire: La Máscarada (1991)
  - Werewolf: Apocalipse (1992)
  - Mago: El Ascenso (1993)
- Skirmisher Publishing LLC (d20 RPG)
- Thief (videojuego)
- Lollipop Chainsaw, donde hay una dimensión paralela: El mundo podrido.
- Tomb Raider, en la saga criaturas y semidioses conviven en el mundo real.

### Televisión
- Bewitched (1964-1972)
- I Dream of Jeannie (1965-1970)
- Gargoyles (1994-1997)
- Buffy the Vampire Slayer (1997-2003)
- Charmed (1998-2006)
- Supernatural (2005–presente)
- True Blood (2008-2014)
- Evermoor (2014)
- Man Seeking Woman  (2015)